# 粵語廣播劇
粵語廣播劇是以粵語（即廣東話， 又稱廣州話、白話）演繹的廣播劇，播音員純以對白、聲效與音樂來表現故事，電台、收音機是其最重要的播放媒界。在電視娛樂尚未普及之時代，粵語廣播劇就是粵語社群最重要的娛樂。粵語廣播劇始於廣州，興盛於香港，輻射到東南亞華人社群，甚至全球各地華人粵語社群，是粵語、廣東文化以至華人文化相當重要的一部份。

## 廣東
廣東，是粵語族群的祖居地，也是粵語為母語的人口最多、最集中之地。廣東的首府廣州就是粵語廣播劇的誕生地。

### 粵語廣播劇誕生
1945年二次大戰結束後，廣州的經濟、民生、娛樂復甦。其時廣州的電台會邀請戲班播放粵劇，邀請說書人「講古佬」在電台以一人旁白作第三者角度主講民間傳奇、廣東民間流行故事。將茶樓與戲棚的表演搬上電台，可視為粵語廣播劇的雛形。
1946年，廣東風行電台台長邀請李我在電台表演。李我以粵劇與電影所學，發揮個人天賦，開創單人講述的廣播劇，即《天空小說》前身，一人以不同聲線分演不同角色，自創的故事內容都是來至當時社會生活的點滴，一反說書人講故事舊事的傳統，貼近社會脈搏，贏得聽眾共鳴，影響傳遍省港澳。李我開創的演繹方式，取材現實生活的故事劇情，是為粵語廣播劇的劃時代開端。
- 《蕭月白》：李我第一齣廣播劇，連續數月，廣州為之哄動。故事更被改編為電影、粵劇。

1949年後中國共產黨統治，娛樂要為政治服務，喪失創作自由。廣州的粵語廣播劇發展停濟不前。1980年代中國開放改革，廣東各電台的粵語廣播劇復興。廣東各電台的風格仍然很傳統，與相聲、說書無異，即使劇本是新穎的衛斯理科幻小說，一人旁白主講劇情、一人分演數角的演繹方式仍然很受推崇，當中以張悅楷、林兆明為表率；多名播音員合作的廣播劇不及香港流行。鄰近香港的民眾都接收香港的電台訊號、聆聽香港的粵語廣播劇。而且，此時已經是電視普及、影像娛樂普及的時代。廣州、廣東省的粵語廣播劇發展未曾經歷輝煌發展。
- 1983年，《鹿鼎記》，張悅楷主講。Youtube重溫 （页面存档备份，存于）
- 1984年，《三國演義》，張悅楷主講。Youtube重溫
- 2004年，衛斯理小說《沉船》，廣州電台向安神、少爺明主講。
- 蔡智恒原著，陳丹伶改编：《愛爾蘭咖啡》，卓一潭、梁婉雅主演。

## 香港
- 49年後，香港取代廣州成為粵語文化中心，粵語廣播劇在香港經歷了黃金年代。
- 電台廣播與粵語廣播劇的發展，跟港英政府主動發牌、打破壟斷有莫大關係。[2]
- 大量電台原創廣播劇被改編為電影

### 晨曦之光：50年代
二次大戰之後，香港電台也會邀請話劇、舞台劇團在電台演出，是為廣播劇初形。其時多採用舞台名劇，如《雷雨》、《家春秋》三部曲等；音響效果亦沿用舞台上的方法，例如雷聲是以健身「啞鈴」在長長的木板上滾動發出隆隆聲響，雨聲則篩動豆粒而成。 1949年，李我加盟香港麗的呼聲，將《天空小說》帶到香港，革新香港粵語廣播劇。
當年市民大眾之娛樂，除了看電影和粵劇之外，便是收聽電台的節目，特別是廣播劇，凡有廣播劇播出的當日，報章便刊登該劇之詳細資料，如擔任播演之劇社或團體名稱、劇名、劇情、播演者及工作人員名單、播出時間等等，應有盡有，圖文並茂，方便市民大眾按時收聽。
港英政府先後於1949年與1959年發出廣播牌照與麗的呼聲與商業電台。為了爭逐市場，麗的呼聲與商業電台推出大量廣播劇。到了60年代，粵語廣播劇從單人飾演為主變成多人飾演的「群戲」為主，將粵語廣播劇推進黃金時代。

#### 麗的呼聲
1949年，英資有線廣播電台「麗的呼聲」成立香港麗的呼聲，重金禮聘李我加盟。 李我的《天空小說》、方榮的說書風格講通俗故事，及鄧寄塵之諧劇是麗的呼聲三大台柱。其後有鍾偉明單人講述的武俠小說、科幻小說等等。50年代末，跟今日模式近似、集體製作的廣播劇開始流行，推出大量多人飾演的廣播劇節目。
長篇廣播之熱潮掀起，比如有改編自作家蘇青的小說《結婚十年》，又有「人海傳奇」、「文藝小說」、「社會小說」、偵探故事《郭林探案》、呂啟文「夜半奇談」等等。因為大受聽眾歡迎，很多都被電影製片商購買版權，拍成電影，公映時亦非常賣座，其中代表為林鳳、張英才主演《街市皇后》。 不但廣播劇大受歡迎，播音員更有如明星。1964年，沿於西片《窈窕淑女》(My Fair Lady) 製作廣播劇《改造小姐》，大受歡迎，更拍成了粵語片，由麗的播音員譚炳文、高亮、張雪麗、何雪凝擔綱演出。
- 1956年，《再度蜜月》YouTube上的梅梓、呂啟文：《再度蜜月》香港麗的呼聲廣播劇［1956年6月11、12日］

其時麗的呼聲的播音員還有李平富、梅梓、艾雯、周永坤、李明、婉雯等等。香港麗的呼聲首創將廣播劇錄音，並寄送到新加坡、吉隆坡當地麗的呼聲播出，紅遍星馬。 1973年，香港麗的呼聲結束電台業務，轉營麗的電視。麗的之播音員大多轉投入電視電影配音業務。

#### 商業電台
1959年，商業電台啟播，推出大量廣播劇吸引聽眾。及原子粒收音機日漸普及，商台大氣電波廣播更加方便，極受歡迎，直逼十年有線直播經驗之麗的呼聲。1963年商台增闢第二個中文頻度。又以月薪制從麗的呼聲羅致了出色播音員如李我、蕭湘、陳曙光等，還有尹芳玲、林彬、楊廣培、金剛、金貴、馬淑述、朱雪梅等等，陣容鼎盛。當時的著名的廣播劇有《藍燈小說》、《薔薇之戀》、蕭湘《倫理小說》、林彬《大丈夫日記》等等。
- 《十五貫》
- 《包立德時間之死嬰》馬淑球、楊廣培 （页面存档备份，存于）

1967年，是時香港的親共組織發動六七暴動。林彬在商台的時事評論節目怒罵「左仔」暴徒，被復仇燒死。為此，商業電台製作了長壽廣播劇《18樓C座》，每日播出半小時，以生活片段議論時事民生，嬉笑怒罵，諷刺時弊，引起香港人共鳴。節目至今已近五十年。 播音員金剛飾演的周老闆與周記茶餐廳，更為無綫電視模仿，開拍了紅極一時的處境劇集《香港八一》。

### 如日中天：70年代
廣播業到了六十年末、七十年代初，競爭相當激烈，麗的呼聲、商業電台和香港電台三國鼎立，廣播劇發展的黃金時代。其時，無綫電視廣播開始普及，麗的呼聲轉營電視業務而放棄電台廣播。即使如此，一眾工廠「打工仔」一邊工作一邊聆聽收音機的電台廣播劇仍然是不可或缺。
此時，香港電台投入眾多資源推出大量廣播劇，粵語廣播劇到達顛峰。1983年，周潤發、趙雅芝主演的電視劇《播音人》就是表現了電台廣播劇的黃金歲月。

#### 香港電台
此前，香港電台重視新聞、資訊傳播、音樂、戲曲，並不特別重視廣播劇。當時參加廣播劇工作的都是業餘居多，比如邀請話劇團現場演出之類，或邀請其他電台的播音員情商演出。遲至1961年香港電台才出現錄音製作的廣播劇。
- 《火星進攻地球 （页面存档备份，存于）》，陳慧文主持，鍾志明、源家祥演出。
- 《柳蔭記》，源家祥、張雪麗、何楚雲主演。YouTube上的1961年香港電台廣播劇-柳蔭記第二回部份錄音(源家祥、張雪麗)

1970年起，香港電台改變政策，為了爭取聽眾，投入大量資源，每星期推出半小時之廣播劇節目五十二個，一小時之世界名劇一個。香港電台廣播劇組增加龐大人員，不但招攬了麗的呼聲的知名播音員鍾偉明、呂啟文、梅梓等加盟，也有來至電影界、戲曲界人士何楚雲、張雪麗、朱克，還有新進播音員如黃兆強、張炳強、鍾志明、陳炳球、曾永強、李夏威、李學斌、熊德誠、林友榮、溫泉、李安求、朱曼子、曾勵珍、龍寶鈿、謝蘊儀、楊麗仙、車森梅等等。這班出色的播音員，成為港台廣播劇的骨幹，一直活躍至今。廣播劇令播音員家傳戶曉，其中，葛劍青、潘志文、顏國樑更被電視台挖角，播影視三棲，紅極一時。 港台播音訓練出身的，不少進身為粵語配音員，為電影、電視配音，其中如張炳強、劉昭文、翟耀輝等仍然活躍於配音業界。
廣播劇從傳統《施公案》、《聊齋》，到衛斯理科幻小說；馮嘉的《奇俠司馬洛》偵探系列，到改編女作家嚴沁、岑凱倫、林燕妮、亦舒的小說，還有改編名著如《傲慢與偏見》、莎士比亞《李爾王》等，種類包羅萬有。
- 1971年，《仙境》，衛斯理小說，Youtube重溫
- 1971年，《雨花台石》，衛斯理小說
- 1974年，《鐵拐俠盜之新年發財》，Youtube重溫
- 1983年，《我心我心》，郭良蕙小說，Youtube重溫
- 1984年，《透明光》，衛斯理小說，youtube重溫
- 1986年，《朝花夕拾》，亦舒小說，香港電台精選重溫 （页面存档备份，存于）。

除了廣播劇種的播音員，港台有時邀請電視明星充當廣播劇主角。1981年起，更改編金庸長篇武俠小說作廣播劇，每套長達一百集。1983年廣播劇組更與文教組合作，推出中國歷史教育廣播劇《中華五千年》，大獲好評，一直播至2000年，共九百集完結。
- 《笑傲江湖》Youtube重溫
- 《射雕英雄傳》
- 《神雕俠侶》Youtube重溫
- 《倚天屠龍記》Youtube重溫
- 1979年《午夜結他》 （页面存档备份，存于），嚴沁原著，張德蘭演杜之穎
- 1981年《星運》 （页面存档备份，存于），鄧光榮、汪明荃
- 1983年《名公子》，劉德華

80年代中期，香港電台第二台一班年輕人主持、唱片騎師以新觀念新思維製作都市新時代的廣播劇。其中鄭丹瑞《小男人周記》更是紅極一時，劇本被發行成小說、改編成電影、改編成電視節目。
- 《戀曲四重奏》，鄭丹瑞、林姍姍
- 《無可奉告》 （页面存档备份，存于），鄭丹瑞、何嘉麗
- 《小男人周記》 （页面存档备份，存于），鄭丹瑞一人主演

#### 商業電台
商台財力比不上香港電台的政府資源，後期的廣播劇產量無法與港台匹敵。到了70年代末，商業二台開始推廣年輕人節目、音樂節目，廣播劇之於商台已經不比從前。1987年，商台播音員金貴、錢佩卿等，跟配音員朱子聰、盧雄、陳永信、周慶樑等聯合製作《衛斯理》廣播劇系列，亦是一時佳作。
- 《仙境》YouTube上的衛斯理廣播劇 - 03仙境(全)
- 《眼睛》YouTube上的衛斯理廣播劇 - 26眼睛(全)

### 夕陽餘輝：90年代
80年代後期，廣播劇地位開始衰落，香港的電視劇、港產片、流行曲影響力遠遠拋離。即使第三個電台新城電台創立，再也沒有以廣播劇競逐作為競逐市場的手段。同時，論政節目成為新興趨勢。論政節目比較易於製作，只需幾個主持清談；相反，廣播劇，要找編劇、演戲、場務、混音，牽涉幾多人力物力。既然廣播劇以不再流行，電台計算成本效益，遂大量刪減廣播劇時數。
九十年代中期，商台主導過一系列精緻浪漫的偶像廣播劇，以粵語流行歌星做最紅男角配最紅女角，輪流對戲談情，宣傳品靚過今天的唱片封套。那是個連廣播劇主題曲都唱到街知巷聞的年代。廣播劇一度中興。
踏入2000年，粵語流行曲市場萎謝，廣播劇亦無以為繼。各電台播出廣播劇之時間只有全盛時期百份之二、三十左右，似乎粵語廣播劇已是夕陽行業。

#### 商業電台
1994年，梁朝偉、楊采妮《初戀無限次》與郭富城、彭羚《變愛1/2》在商業二台播出，開始了一系列偶像廣播劇，震撼青少年，將廣播劇從成年、長者聽眾群帶入年輕人世界。此後一眾明星偶像如劉德華、張學友、林憶蓮等都牽頭參與廣播劇，聲勢一時無兩。
- 1994年，《初戀無限次》，梁朝偉、楊采妮
- 1994年，《戀愛1/2》，郭富城、彭羚、李蕙敏、黃偉文
- 1994年，《我沒有愛錯》，黎明
- 1995年，《我心不死》，劉德華、陳慧嫻
- 1995年，《我是個100%的橙》，林海峰、關淑怡、吳孟達
- 1998年，《全職殺手》，劉德華、謝霆鋒、楊千嬅
- 1998年，《好想哭》，謝霆鋒、葉佩雯、何嘉莉、彭浩翔
- 2002年，《日與夜》，張學友、林憶蓮
- 2003年，《聖誕無人》，李克勤、朱茵
- 2006年，《來不及聽你說愛我》，陳奕迅、楊千嬅

同時，當時一些電影上畫前亦會邀請電影主角在商台製作廣播劇，作為電影的宣傳：
- 1996年，《百分百感覺》，鄭伊健、鄭秀文、葛民輝、梁詠琪
- 1998年，《風雲》，郭富城、鄭伊健、楊恭如
- 1998年，《真心英雄》，劉青雲、黎明、蒙嘉慧、梁珮玲
- 2000年，《Bad Boys特工》，鄭伊健、古天樂、林曉峰、楊恭如、舒淇

商台亦率先開始用電腦科技配聲效，取代五十年來的舞台劇式實物聲效。卓韻芝泡製《芝see菇bi Family》廣播短劇，利用變聲器來一人分飾數角，聲線已完全認不出是來自同一人；有時也邀請明星參加，成為特輯廣播劇。其他商台年輕主持亦持續製作不少廣播劇。
- 《聖誕粗粗地》，芝See菇Bi、古巨基、莫文蔚
- 《冬天的故事》，芝See菇Bi、楊千嬅
- 《初戀嗱喳麵》，芝See菇Bi、陳慧琳、許志安
- 《五星級的家》，芝See菇Bi、陳奕迅、吳君如、谷德超
- 《36計》，芝See菇Bi、蔡卓妍、鍾欣桐、林海峰
- 《公子日記》，森美
- 《雷霆881馬路之友加油劇場之車神傳說》，快必、慢必

#### 新城電台
1996年新城電台改革之後，仿效商台製作偶像廣播劇，邀請紅星如張國榮、劉德華、古天樂等等，亦頗有成績。其中劉德華、鄭秀文《孤男寡女》一劇不但出版小說，更改編成電影大收旺場。又首創將日本動畫《機動戰士0079》改編為廣播劇，是為一時佳話。新城亦與香港新生代愛情流行小說作家懷鈺合作，將其小說作品改寫為廣播劇，邀請歌手與電影電視演員參與：
- 1999年，《孤男寡女》，劉德華、鄭秀文
- 1999年，《風和日麗》，彭羚、許志安、馬浚偉、車沅沅
- 2000年，《7年3日》，張國榮、林憶蓮
- 2002年，《尋覓3/4世紀幸福鑽環》，古天樂、莫文蔚、余文樂、關心妍
- 《此時此地 ( 澳門旅遊局與香港新城電臺合作 )》，李克勤、楊千嬅、陳文媛
- 《男人，你要爭氣》，張家輝、何超儀
- 《出租男人》，古天樂、張柏芝、鄧一君
- 《機動戰士0079》 （页面存档备份，存于），古巨基、梁詠琪、張柏芝、譚耀文
- 2004年，懷鈺作品《28樓的驗情故事》，楊怡、吳卓羲
- 2004年，懷鈺作品《我們是天生一對》，李克勤、曹敏莉、快必、慢必、陳逸璇
- 2004年，懷鈺作品《戀愛星空4+4》，胡杏兒、陳文媛、黎諾懿、黃天翱、薛家燕
- 2005年，懷鈺作品《二話不說愛上你》，周麗淇、余文樂、2R
- 2005年，懷鈺作品《算吧！因紫愛紅》，廖碧兒、鄭嘉穎、吳日言、快必

#### 香港電台
香港電台廣播劇組並未有製作偶像廣播劇，只邀請明星、演員、歌手擔綱主角，但已無法挽回衰落之勢。1999年起，香港電台力挽狂瀾，再度製作長編廣播劇：《書劍恩仇錄》(1999年) （页面存档备份，存于）、《金瓶梅》(1999年)、《鹿鼎記》(2000年) （页面存档备份，存于）、二月河改編《雍正皇帝》(2001年) （页面存档备份，存于），邀請明星陳奕迅、鄭少秋、黃秋生擔綱主角；更邀得老牌播音員、年輕主持，連同前輩與新進配音員演出，比如李學儒、周永坤、周慶樑、戴偉光、龍天生、周永光、盧雄、潘文柏、羅偉亮、劉昭文、周文瑛等等合演，可說是最美麗的日落餘暉。2003年後，香港電台廣播劇組解散，是為時代終結。此後，港台只是偶然製作廣播劇特輯：重新演繹李我名著《蕭月白》(2004年) （页面存档备份，存于）、將七十年代社會實況電視劇《獅子山下》改編 (2006年) （页面存档备份，存于）。不過，香港電台改為將五十年來錄下的廣播劇聲帶數碼化，在深宵時段重播，或精選放到網上重溫，成為時代見證。
- 香港電台精選廣播劇五十年目錄 （页面存档备份，存于）

除了香港電台廣播劇組外，個別節目亦會製作廣播劇，例如：
- 創KaPo夫創作劇場
- 創Ka童話七十二行愛情故事
- 開心新航線戲中情話巨星劇場
- 娛樂滿天星娛樂滿天愛情劇
- 瘋show快活人瘋show迷你戲院

## 馬來西亞與新加坡
星馬擁有海外最龐大的華人群體，吉隆坡的粵語社群尤其龐大，擁有自己的粵語電台。粵語廣播劇亦極受歡迎。傳統的有古風「講古佬」說書人李大傻、馮靜萱演講民間傳奇。同時，麗的呼聲在星洲、吉隆坡兩地播放香港麗的呼聲廣播劇，大受歡迎，譚炳文、何雪凝、高亮、李平富、鍾偉明都是老一輩人耳熟能詳的香港廣播劇藝員。
1973年香港麗的呼聲結業後，吉隆坡麗的呼聲廿年來先後招募五期話劇團，製作自己的廣播劇，閒時還會出外表演話劇。周杞武、梁觀友、鄭美英、廖日豪、關瑞瓊、劉玉葵、羅冰心、梁甘玉、朱廣威、林淑萍、陳峰、戴桓鵬、鄭祺源、葉寶聖、童沁等成了後期廣播劇粉絲熟悉的聲音演員。這些廣播劇設合本地民風民情，聽眾更有共鳴。七十年代即使黑白電視也非人人負擔得起，電台與廣播劇就是最受歡迎的大眾娛樂。播音員就是明星，風靡許多年輕人。1973年吉隆坡麗的呼聲首次公開招募話劇組員，反應熱烈，報名人數接近1000人，只錄取九十多人接受培訓，廣播劇也是明星夢的開始。
到了90年代，廣播劇地位下降。原初廣播劇佔有五個時段，到今天只剩下中午12點的黃金時段。1997年12月31日麗的停播，粵語話劇組轉投 FM988無線電台旗下，粵語話劇組之後改名為988廣播劇團。不過，似乎大馬本地的歌影視娛樂視業不及香港發達，始終無法動搖廣播劇的根基。FM988電台中午12點的廣播劇始終是各電台同時段的收聽率冠軍，每逢週末重播的經典廣播劇，也是最多人收聽的時段。

## 網絡時代
2000年後互聯網興盛、電腦普及，香港電台、商業電台、新城電台紛紛建立自己網頁，不但推出網上直播，又在網頁推出廣播劇重溫，令全球各地華人更易接觸粵語廣播劇。互聯網成為了電台另一個廣播媒界，直逼大氣電波與數碼廣播。同時，不少粵語廣播劇愛好者當年將電台廣播劇錄音，他們將這些珍藏的卡式錄音帶製成電腦檔案，貼到討論區、Youtube與同好分享，互聯網將這些廣播劇傳遍各地，老一輩的能重溫當年心愛劇作，年輕的一代能接觸到黃金時代的巔峰之作。廣東或海外一些小型電台亦直接重播這些網上收集來的經典之作，延續了粵語廣播劇的壽命。

### 網絡電台
2006年起，香港率先誕生網絡電台，利用互聯網廣播，不需要投資發射站，經營成本大幅下降，聽眾群遍佈海外香港移民與粵語社群。此後十年，不同的網絡電台在香港成立。其中，大型網台香港人網與蕭定一合作製作粵語廣播劇，水準直逼傳統電台。 卓韻芝與黎明亦曾製作廣播劇在互聯網播放。可是，網絡電台仍然難以收資平衡，收入有限，絕少願意投資大量人力物力製作廣播劇。因此，廣播劇在網絡電台仍然是十分罕見，未成氣候。
- 2008年，《Last Order Coffee》，卓韻芝、黎明、林海峰
- 2008年，香港人網《C1色生活》，胡耀輝編劇，蕭定一、胡耀輝、林雨陽、羽翹、Freeze、何紫綸、Tina、Elaine主演，林雨陽旁白。
- 2009年，香港人網《Last Christmas》，林雨陽編劇，林雨陽、Freeze陳樂瑤、Tina、何紫綸主演。
- 2012年，香港人網《愛沒有不對》，林雨陽編劇，伍諾韻、何紫綸、Tina、Elaine、歷蘇主演，林雨陽旁白。

## 外部連結
- 品味廣播 （页面存档备份，存于）
- [永久]